# Non è il messia (È un ragazzaccio)
Non è il messia (È un ragazzaccio) – il suo titolo originale è Not the Messiah (He's a Very Naughty Boy) – è un oratorio comico della durata di sessanta minuti basato sul film Brian di Nazareth. È stato scritto dall'ex Monty Python Eric Idle e dal collaboratore John Du Prez, e autorizzato dal Luminato festival.

## Storia
L'oratorio ebbe la sua première mondiale al Luminato festival a Toronto, Canada, il 1º giugno 2007 alla Roy Thomson Hall. Riportò un'altra première negli Stati Uniti il 1º luglio 2007 al Caramoor Center for Music and Arts a Katonah, New York, durante il International Music Festival. Una versione di novanta minuti venne fatta al Queensland Performing Arts Centre in Brisbane, Australia, il 5 dicembre 2007. Venne fatta anche una performance al Sydney Opera House, Civic Theatre, Ackuland, Perth Concert Land per tutto dicembre.
Alla première, Idle si esibì come baritono solista e narratore e riprende alcuni ruoli del film, incluso Mr. Cheecky, un uomo corcefisso che chiede se Mandy è vergine, e il crocefisso che canta. Gli altri solisti erano il basso-baritono canadese Theodore Baerg, il soprano canadese Shannon Mercer (che interpreta Judith), il tenore americano Christopher Sieber (che interpreta Brian) e il mezzosoprano canadese Jean Stilwell (che interpreta la madre di Brian). Altri partecipanti attivi erano l'Orchestra Sinfonica di Toronto, i membri del Toronto Mendelssohn Choir e quattro suonatori di cornamusa.
Il coinvolgimento della Toronto Symphony non era una coincidenza. Il direttore Peter Oundjian è cugino primo di Idle: le loro madri sono sorelle.

## Produzione
Con il successo di Spamalot, la versione musical di Monty Python e il Sacro Graal, Idle annunciò che avrebbe fatto un trattamento simile anche a Brian di Nazareth. L'oratorio, chiamato Not the Messiah, venne commissionato per essere parte del Luminato festival nel giugno del 2007. Venne scritto e inciso da Idle e John Du Prez, che con Idle lavorò anche su Spamalot.
Lo stile musicale varia, e Idle lo descrive come un "barocco'n'roll". È un pastiche, riflettendo sul pop, sugli inni gallesi, sul country and western, sul doo-wop, sul hip hop, Broadway, sugli inni greci e sullo stile di Bob Dylan. La canzone che c'è alla fine è la canzone Always Look on the Bright Side of Life.
Per commemorare il 40º anniversario del programma televisivo dei Monty Python, Idle, Michael Palin, Terry Jones e Terry Gilliam sono apparsi in un rimontaggio di Not the Messiah al Royal Albert Hall. La première europea è stata trasmessa il 23 ottobre 2009. La BBC Radio 3 ha trasmesso anche una registrazione dell'esibizione di Capodanno del 2010.

## Distribuzione in DVD
È stata annunciata una distribuzione in DVD e Blu-ray disc in Gran Bretagna prevista per il 14 giugno 2010. 
È uscito anche in Italia in DVD il 9 giugno 2010.

## Programma
Introduzione: Ouverture
1. The Liberty Bell

Parte 1: Apocalypso Now
1. Chaos and Confusion!
2. There Shall Be Monster
3. O God You Are So Big

Parte 2: The Boy Next Door
1. Mandy's Song
2. Woe Woe Woe!
3. And There Shepherds
4. Spiritual

Parte 3: The Temptation of Brian
1. Brian's Dream
2. What Have the Romans Ever Done For Us?
3. The People's Front of Judea
4. I Want to Be a Girl
5. The Market Square
6. You're the One

Parte 4: Baroque and Roll
1. Hail To The Shoes
2. Amourdeus
3. The Chosen One Has Woken!
4. When I Grow Up
5. Take Us Home
6. Individuals

Parte 5: Miserere Loves Company
1. Find Your Dream
2. Arrested!
3. A Fair Day's Work
4. The Final Song
5. Always Look on the Bright Side of Life
6. Encore Lumberjack Song sung by Michael Palin